# Saprinus simplicifrons
Saprinus simplicifrons är en skalbaggsart som beskrevs av G. Müller 1944. Saprinus simplicifrons ingår i släktet Saprinus och familjen stumpbaggar. Inga underarter finns listade i Catalogue of Life.